# Relations entre la Russie et la Turquie
Les relations entre la Russie et la Turquie sont des relations internationales s'exerçant entre la fédération de Russie et la République turque. Elles sont structurées par deux ambassades, l'ambassade de Russie en Turquie et l'ambassade de Turquie en Russie.
Si les relations entre les deux pays ont connu des épisodes de tension et de crises diplomatiques, notamment en 2015 lors de la guerre en Syrie, leurs relations économiques n'ont cessé de se renforcer, la Russie étant en 2017 le 3e importateur de la Turquie et son premier partenaire énergétique.

## Histoire

### Empire russe et Empire ottoman

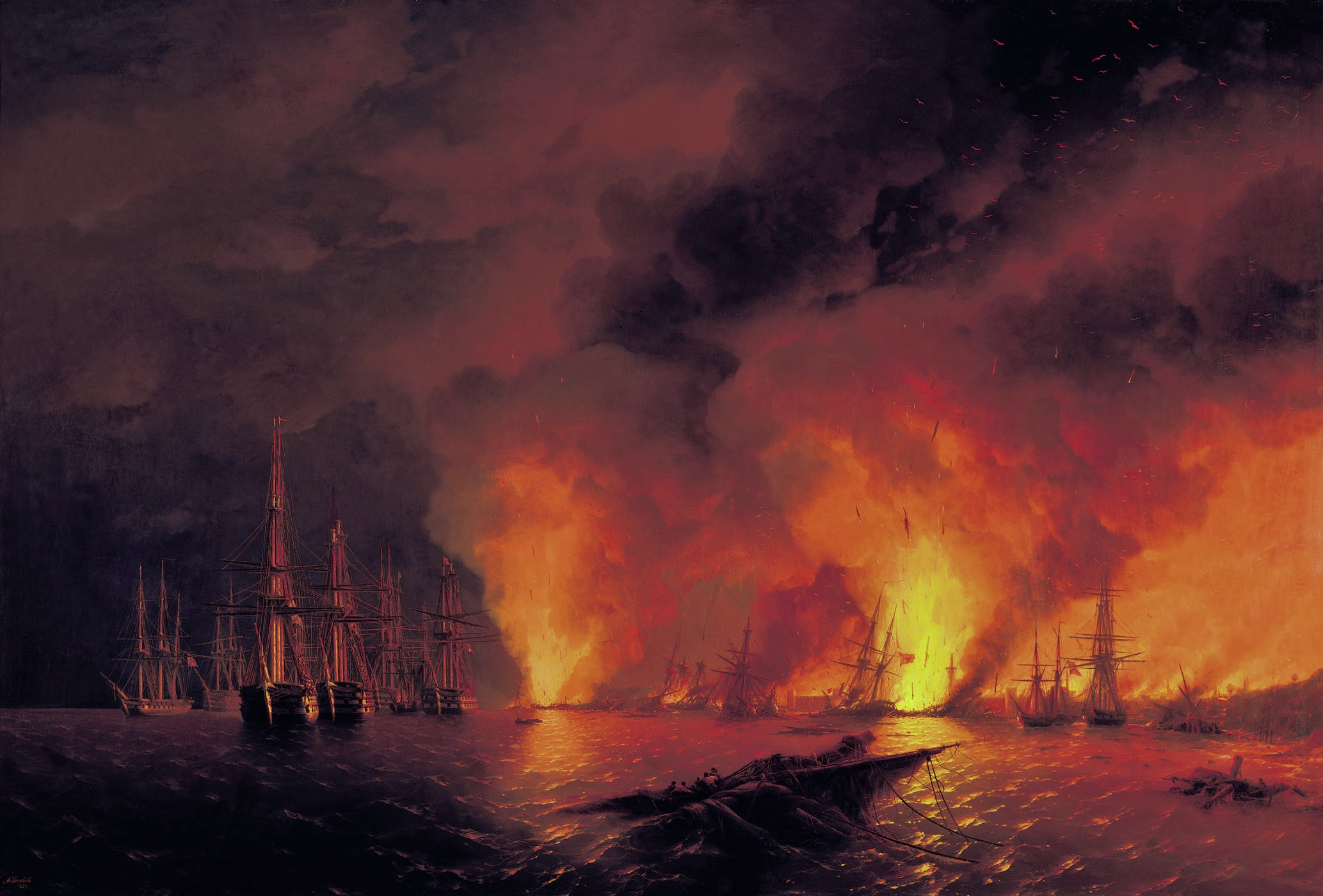
Ivan Aïvazovski, Bataille navale russo-turque de Sinope (1853).

L'histoire des relations entre la Russie et la Turquie remonte au mariage de Sophie Paléologue avec le tsar Ivan III en 1472. Sophie apporta comme dot de mariage le blason de l'Empire byzantin, l'aigle à deux têtes des Hittites, que la Russie utilise encore aujourd’hui comme emblème national. Leur histoire commune se trouble plus tard par des confrontations entre l'Empire russe et l'Empire ottoman, marquées notamment par une série de onze conflits qui se sont déroulés entre le XVIe et le XXe siècle désignés sous le terme de guerres russo-turques. Ces affrontements se caractérisent par la volonté des deux Empires de dominer les Balkans.
Au cours de ces guerres, l'Empire ottoman s'affaiblit graduellement et son territoire se réduit progressivement aux zones littorales de la mer Noire, au profit de l'Empire russe. La fin de ces conflits sera marquée par la dissolution de l'Empire ottoman à l'issue de la Première Guerre mondiale en 1918. L'Empire russe va lui-même disparaître peu après avec la guerre civile russe (1917-1923) qui aboutit à la consolidation de la Russie soviétique.

### Russie soviétique et Turquie
La Russie soviétique est l'un des premiers États à reconnaitre le gouvernement kemaliste et accepte en 1921 de céder à la Turquie les districts de Kars et d’Ardahan conformément au principe revendiqué par le nouvel État de condamner toutes les formes d’annexion et de donner l’indépendance aux nationalités qui la revendiquaient.
Un traité d’amitié est signé en 1925. La Turquie est alors l'un des rares pays à s'opposer à l’isolement de l'Union soviétique. Au début des années 1930, autorités turques et soviétiques coopèrent de manière à réprimer  les nationalistes kurdes et arméniens unis par une alliance à partir de 1927. En 1936, les deux États se lient à la convention de Montreux. Pourtant, leurs relations se dégradent après la Seconde Guerre mondiale : la Russie reproche au gouvernement turc d’être demeuré neutre jusqu’en 1945 et surtout d’avoir interdit aux navires alliés le passage des détroits au nom de sa neutralité. Durant la guerre froide entre 1946 et 1953, il existe un contentieux entre les deux pays concernant les détroits.
Un premier dégel survient après la mort de Joseph Staline en 1953 à l'initiative de Nikita Khrouchtchev. L’URSS propose ainsi en 1956 son aide à la Turquie afin de favoriser son industrialisation. Leurs relations restent néanmoins tendues, la Turquie ayant intégré l'OTAN en 1952. 

### Années 1990
Dans les années 1990, les deux puissances régionales règlent les crises du Caucase issues de l'éclatement de l'URSS. Dans le Caucase du Sud, c'est le conflit entre Arménie et Azerbaïdjan qui concentre les principaux efforts des deux pays. L'Azerbaïdjan devient un allié de la Turquie sans pour autant perdre ses relations étroites avec Moscou. Un corridor turcophone jusqu'à l'Asie centrale ne peut se matérialiser.
Dans le Caucase du Nord, les Tchétchènes trouvent exil en Turquie.[pas clair]

### Années 2000-2010: la prépondérance régionale russe de retour

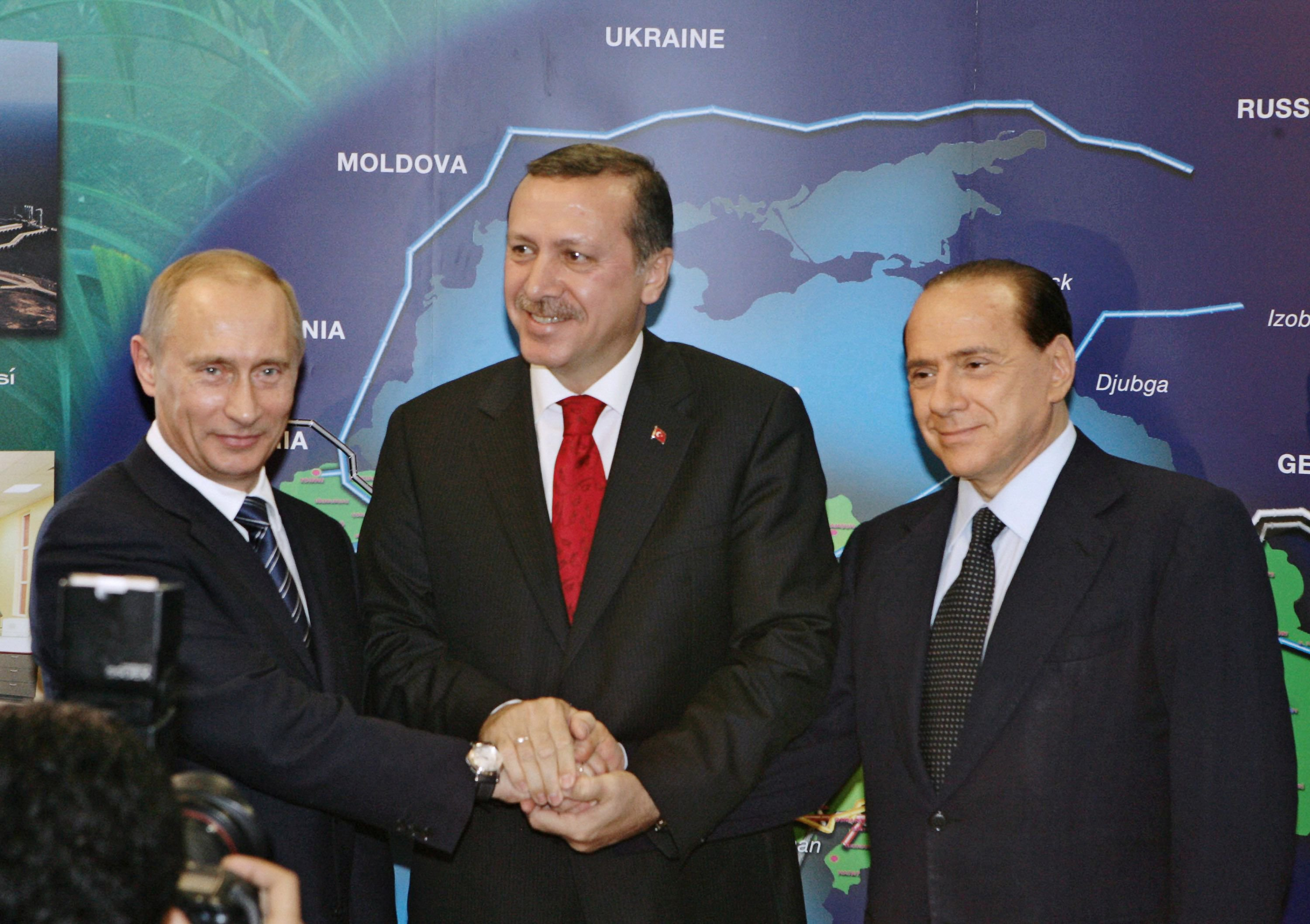
Vladimir Poutine, Recep Tayyip Erdoğan et Silvio Berlusconi lors de l'ouverture du gazoduc Blue Stream

Dans les années 2000, la Turquie veut éviter que l’OTAN se mêle trop de la mer Noire et établit des projets de coopération d'initiative russo-turque: 
- L’opération  Black Sea Harmony conçue sur le modèle de l’opération Active Endeavour de patrouilles maritimes contre le terrorisme et le trafic en mer, créée par la Turquie en 2004 et rejointe par la Russie en 2006.
- La Black Sea Naval Cooperation Task Group (BLACKSEAFOR): un centre d'opérations navales conjointes des pays riverains de la Mer Noire que quittent la Géorgie en 2008 et que suspend l'Ukraine en 2014.
- Et continue de promouvoir le respect de la Convention de Montreux (1936) qui limite les incursions en mer Noire de navires de guerre de pays non riverains à 21 jours (d’où la rotation des navires de l'OTAN par période de 21 jours)[5].

Mais dans les années 2010, la Turquie se voit supplantée en termes de puissance navale par les Russes. Un projet turc de réarmement naval MILGEM est lancé : 2017 une nouvelle corvette anti sous-marins (Kınalıada) est construite. Sont également conçus la construction de nouvelles frégates et d'un porte-avions made in Turkey destiné à la Méditerranée.
La concurrence des deux pays se fait aussi sentir en termes territoriaux: les populations circassiennes d'Abkhazie et tatares de Crimée sont traditionnellement sous la protection turque: ainsi les Turcs aident financièrement  les déportés tatars de 1944 à se relocaliser. Or l'Abkhazie est ouvertement occupée par la Russie en 2008 et la Crimée annexée à la Russie en 2014 : la surface des côtes russes en mer Noire est ainsi passée de 475 à 1 200 km. 
Les réactions diplomatiques turques sont faibles cependant: Soutien des Turcs au Majlis tatar avec l'ouverture d'un centre tatar à Kiev, avec le soutien de leur service extérieur, le TIKA) ; accueil des leaders tatars emprisonnés puis expulsés par les Russes, livraison d'uniformes à une milice tatare opérant à la frontière de la péninsule criméenne; mais aucune intervention dans le Donbass, et pas de participation aux sanctions de l’Union européenne contre la Russie. Au contraire est évoquée une collaboration plus poussée avec l’Union eurasienne par le ministre de l'Économie Nihat Zeybekçi en août 2017. Concernant l'Abkhazie, si la Turquie ne reconnaît officiellement pas ce territoire comme État, elle laisse ouvrir des bureaux abkhazes en Turquie, maintient des liens forts entre diasporas et devient le deuxième partenaire économique après la Russie. Dans le reste du Caucase, les salafistes (muhajirs) persécutés en Russie sont accueillis en Turquie (parfois via l'Égypte de Mohamed Morsi), et y forment des groupes généralement non violents (Hizb ut-Tahrir). La coopération policière russo-turque ne s'applique qu'aux membres de daesh. Une opposition de vues demeure : pour Erdoğan, cet accueil fait partie de l'entraide panislamiste, tandis que pour la Russie, c'est un terreau terroriste. Des liquidations ciblées de Tchétchènes par les Russes sur le territoire turc créent donc des crispations entre les États.
Au Sud, la prépondérance russe se fait également sentir, avec le soutien crucial de la Russie à son allié traditionnel syrien alors que Recep Tayyip Erdoğan désire faire tomber le régime baasiste de Bachar el-Assad pour lui substituer un gouvernement sunnite et soutient des milices islamistes (convoyage d'armes par l'IYV) ou turkmènes anti Assad. La tension est à son comble en 2015-2016:
La crise russo-turque de 2015 atteint un point critique le 24 novembre 2015 quand l'armée turque abat un Soukhoï Su-24 de l'armée de l'air russe. Quelques heures à peine après les faits, à Sotchi, Vladimir Poutine parle de « coup de poignard dans le dos » et considère à chaud que l'armée turque est « complice des terroristes ».Cet incident a pour conséquence, alors qu'Ankara a mis en garde la Russie contre toutes formes d'aides aux combattants kurdes de Syrie dans le cadre de la campagne contre Daech, la livraison d'armes de Moscou aux 5 000 combattants Kurdes à Afrin. De plus, l'aviation russe soutient les offensives des forces kurdes pour la prise du corridor d'Azaz qui sert de « cordon ombilical » entre la Turquie et les forces rebelles. Cette nouvelle alliance qui va à l'encontre de la Turquie est présentée comme « la revanche de Poutine » pour avoir détruit le Su-24. Si le 30 novembre 2015, Ahmet Davutoğlu refuse de présenter des excuses pour avoir abattu un bombardier russe en disant qu'« aucun Premier ministre turc, aucun président, aucune autorité ne s'excusera » et « aucun pays ne peut nous demander des excuses car nous n'avons fait que notre devoir », le 27 juin 2016, soit 7 mois après la destruction du bombardier russe et la mort de son pilote, le président turc Recep Tayyip Erdoğan s'excuse enfin dans un message adressé à Vladimir Poutine où notamment il présente les condoléances à la famille d'Oleg Pechkov et appelle à reprendre des relations amicales entre les deux pays,.

### 2017-2020: Le rapprochement de deux régimes en vue de régler les conséquences de la guerre civile syrienne
L'assassinat d'Andreï Karlov, ambassadeur de Russie en Turquie, le 19 décembre 2016, n'a pas d'incidence sur les relations bilatérales et la possibilité que le tueur appartienne au mouvement Gülen arrange les deux côtés. En effet, les deux pays ont déjà entrepris un rapprochement au cours de l'année 2016. Du côté turc, les activités à proximité de sa frontière des combattants kurdes des YPG, branche armée du Parti des travailleurs du Kurdistan (PKK), soutenus par les États-Unis, « poussaient naturellement à une attitude plus conciliante à l’égard de la Russie ». La Russie elle-même percevait négativement l'alliance des YPG avec Washington. De surcroit, la Russie avait besoin de la Turquie pour trouver une issue à la guerre civile syrienne.
Une nouvelle phase dans les relations turco-russes s'opère ainsi, dans un contexte de refroidissement des relations entre Ankara et les Occidentaux.
En effet, de nouveaux accords dans les domaines de l'énergie (tel que le Turkish Stream) sont en passe d'aboutir, questionnant l'appartenance de la Turquie à l'OTAN. La décision d'Ankara d'acheter des S-400 à la Russie (accord signé en septembre 2017), armes considérées comme l'un des systèmes de défense antiaérienne les plus modernes au monde, renforce encore cette coopération militaire au mécontentement des États-Unis. Cette livraison importante ancrera la technologie russe dans l'équipement militaire turc pour la décennie 2020-30 de même qu'avec l'ouverture de la première centrale nucléaire turque à Akkuyu dans les années 2020 Rosatom met un pied dans le marché énergétique turc et en deviendra un acteur majeur .
Au début de l'année 2020, le dialogue entre les deux pays se poursuit notamment dans le cadre de la deuxième guerre civile libyenne, même si la Russie soutient le maréchal Khalifa Haftar et la Turquie le gouvernement Fayez el-Sarraj
En 2022, après le déclenchement de la guerre en Ukraine et bien que la Turquie soit membre de l’OTAN, elle n’impose pas de sanctions à la Russie, à la différence de nombreux autres pays de l’alliance. Au contraire, les deux dirigeants des pays, Recep Tayyip Erdoğan et Vladimir Poutine, se rencontrent à plusieurs reprises pour renforcer les liens économiques entre les deux pays.
La Turquie propose, à plusieurs reprises, d'héberger des négociations de paix entre la Russie et l'Ukraine et propose aussi de déployer ses troupes sur le sol ukrainien pour y maintenir la paix.

### Principaux ambassadeurs

#### Ambassadeurs de Turquie en Union soviétique
- Zekai Apaydın (6 mai 1925 - 1er novembre 1927)[19]

#### Ambassadeurs de Russie en Turquie
- Albert Tchernychev (ru) (25 décembre 1991 - 6 août 1994)
- Vadim Kouznetsov (ru) (13 septembre 1994 - 30 juin 1998)
- Alexandre Lebedev (ru) (30 juin 1998 - 27 février 2003)
- Piotr Stegni (ru) (27 février 2003 - 31 janvier 2007)
- Vladimir Ivanovsky (en) (31 janvier 2007 - 12 juillet 2013)
- Andreï Karlov (12 juillet 2013 - 19 décembre 2016)
- Alexeï Ierkhov (en) (depuis le 19 juillet 2017)

## Économie
Selon les données de la Banque mondiale, en 2017 la Russie a été le 3e importateur de la Turquie avec 23,3 milliards de dollars américains soit le 8,35 % du total de ses importations dont 11,4 milliards de dollars en hydrocarbures. La Russie est ainsi le premier partenaire énergétique de la Turquie. Cette dernière a exporté la même année 2,7 milliards de dollars vers la Russie, soit le 1,7 % du total de ses exportations.
Depuis 1987, la Turquie importe du gaz de Russie via le Trans-Balkan Pipeline, d’une capacité de 14 milliards de mètres cubes (mmc), qui traverse l’Ukraine, la Roumanie et la Bulgarie pour arriver dans le nord-ouest de la Turquie, dans la région d’Istanbul.
En 1992, la Turquie et la Russie fondent avec les pays de la région de la mer Noire et du Caucase la Black Sea Economic Cooperation (BSEC). Cette organisation régionale a pour but de faciliter la coopération entre les États de la région dans les secteurs du transport, de l’énergie et du commerce. Elle s’est notamment concrétisée, pour la Russie et la Turquie, par le lancement du projet Blue Stream, un gazoduc « offshore » (sous-marin) en provenance de Russie, d’une capacité de 16 mmc, qui alimente depuis 2005 le terminal de Samsun sur la mer Noire et représente environ 30 % de la consommation de gaz de la Turquie.
Lors de la crise russo-turque de 2015, la réaction de Moscou est mesurée. Le Kremlin annonce des représailles, mais en exclut les hydrocarbures. Tirer un trait sur la rente énergétique en pleine récession s'avère impossible. L'étroite imbrication des deux économies (la Russie fournissait 57 % du gaz à la Turquie en 2015) condamne les deux pays à une certaine retenue.

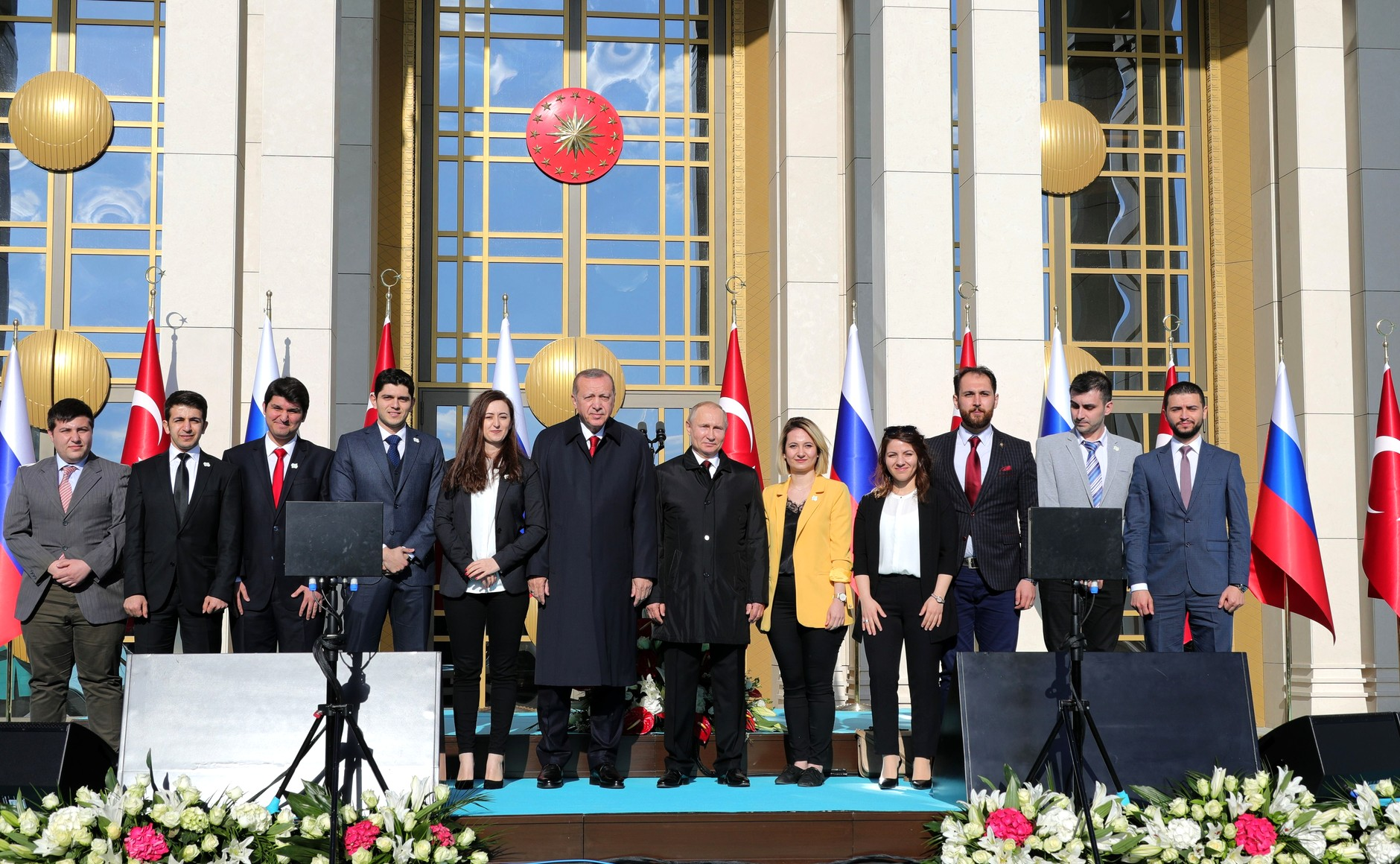
Recep Tayyip Erdoğan et Vladimir Poutine lors de la cérémonie d'inauguration des travaux de la centrale nucléaire d'Akkuyu le 3 avril 2018, Ankara

Seul État membre de l’OTAN à ne pas appliquer les sanctions contre la Russie, la Turquie voit ses échanges commerciaux avec Moscou augmenter de 42 % en six mois (2022). Au premier semestre de cette année, la Turquie achète deux fois plus de pétrole à la Russie que l’année précédente et rejoint des pays comme l’Inde et la Chine, qui profitent du fait que la Russie cherche d’autres débouchés pour acheter à des prix réduits. En août, par exemple, lors d’une réunion à Sotchi, en Russie, Recep Tayyip Erdoğan et Vladimir Poutine auraient convenu que la Turquie paierait désormais en roubles une partie du gaz russe qu’elle importe. Les analystes craignent de ce fait que le pays n’aide Moscou à contourner les sanctions occidentales.
En matière d’électricité également, la Turquie est de plus en plus dépendante de la Russie. Outre les combustibles fossiles qu’elle importe, la centrale nucléaire d'Akkuyu, qui est la première centrale nucléaire du pays, devrait être opérationnelle avant fin 2023. Rosatom, l’agence d’État russe pour l’énergie nucléaire, est le principal financier du projet et est également responsable de sa construction et de son exploitation ultérieure.
De son côté, la Turquie exporte de plus en plus vers la Russie, pour ce qui concerne les véhicules. Le ministre turc des Transports, Adil Karaismailoglu, peut ainsi se vanter en 2022 du fait que les exportations turques vers la Russie en général ont également atteint leur niveau le plus élevé depuis huit ans.

## Tourisme
La Russie est actuellement le premier pays d'origine du tourisme étranger en Turquie. Il est estimé que 5,9 millions de touristes russes ont visité le territoire turc en 2018, soit presque le 15 % du total de ses touristes étrangers pour cette année-là.
Ceci représente une évolution positive pour le secteur touristique turc qui a été fortement touché en 2016, lorsque les sanctions du Kremlin sur les vols charter et les voyages organisés en Turquie ont entraîné une réduction de 80% de la fréquentation russe dans ce pays.
La Turquie n'exige aucune documentation particulière pour les touristes de provenance russe, tandis que les visiteurs turcs doivent faire une demande de visa pour voyager en Russie.
En 2022, Erdoğan déclare également que la Turquie pourrait commencer à utiliser le système de paiement russe Mir ce qui permettrait aux Russes présents dans le pays de payer avec une carte de crédit, les sociétés occidentales telles que Visa et Mastercard ayant suspendu leurs opérations en Russie.